# Růžena Svobodová

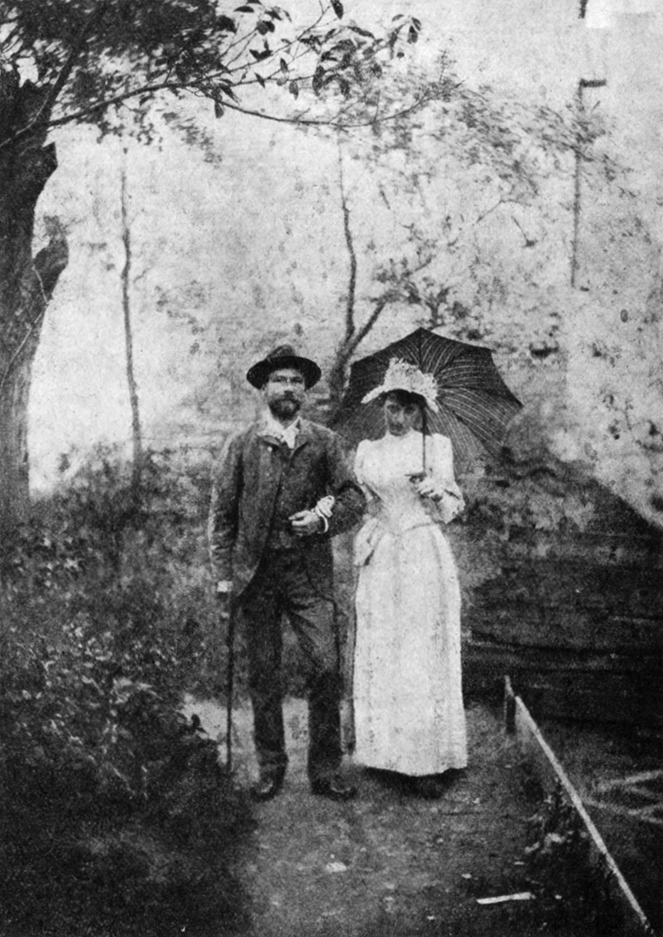
Růžena Čápová und František X. Svoboda im Sommer 1890, vor ihrer Hochzeit

Růžena Svobodová geb. Čápová (* 10. Juli 1868 in Mikulovice bei Znojmo, Österreich-Ungarn; † 1. Januar 1920 in Prag) war eine tschechische Schriftstellerin.

## Leben
Růžena Čápová besuchte eine Klosterschule in Prag und wurde Hauslehrerin. 1890 heiratete sie den Schriftsteller František Xaver Svoboda. Sie reiste viel, lernte durch ihren Mann wichtige Schriftsteller (Božena Benešová, Marie Pujmanová, František Xaver Šalda – mit dem sie eine Liebesbeziehung hatte) kennen und begann unter ihrem Einfluss zu schreiben.
Sie gehört zu den wichtigsten Vertretern des tschechischen Impressionismus in der Literatur, wobei ihre Romanhelden in der Regel Frauen oder Kinder waren.

## Deutsche Übersetzungen
- Der aufmerksame Liebhaber. Novelle. Aus dem Tschechischen von Camill Hoffmann. München: Musarion-Verlag, 1922. 125 Seiten.